# BSB RS 1
De VT ook wel Regio-Shuttle genoemd is een diesel treinstel, een zogenaamde lichtgewichttrein met lagevloerdeel voor het regionaal personenvervoer van de Breisgau-S-Bahn-Gesellschaft (BSB).

## Geschiedenis
Oorspronkelijk werd de Regio-Shuttle door ADtranz gebouwd. Toen Bombardier ADtranz overnam, mocht Bombardier de Regio-Shuttle om kartelrechterlijke redenen niet meer bouwen. De licentie kwam toen in handen van Stadler Rail. Bombardier bouwt nu de ITINO, een treinstel dat gebaseerd is op de Regio-Shuttle. Stadler Rail ontwikkelde de trein verder als Regio-Shuttle RS 1.
De Breisgau-S-Bahn GmbH (BSB) werd in 1995 opgericht verzorgd sinds 1998 het regionaal personenvervoer in de regio rond Freiburg im Breisgau. De aandelen zijn voor 50% in bezit van de Südwestdeutsche Verkehrs AG (SWEG) en voor 50 % van de Freiburger Verkehrs AG (FAG).

## Constructie en techniek
Het treinstel is opgebouwd uit een stalen frame met een frontdeel van GVK. Het treinstel heeft een lagevloerdeel. Deze treinstellen kunnen tot drie stuks gecombineerd rijden. De treinen zijn uitgerust met luchtvering.

### Namen
De treinen van de Breisgau-S-Bahn (BSB) werden voorzien van de volgende namen:
- VT 004 Wasenweiler
- VT 005 Ihringen
- VT 007 Stadt Freiburg im Breisgau
- VT 009 March
- VT 010 Winden im Elztal
- VT 011 Gundelfingen
- VT 013 Stadt Waldkirch
- VT 014 Gutach i. Br.
- VT 015 ZweiTälerLand
- VT 016 Denzlingen
- VT 020 Landkreis Emmendingen
- VT 021 Landkreis Hochschwarzwald

## Treindiensten
De treinen worden door Breisgau-S-Bahn (BSB) ingezet op de volgende trajecten.
- Elztalbahn: Elzach - Freiburg im Breisgau Hbf, over Waldkirch en Denzlingen
- Breisacher Bahn: Breisach - Freiburg im Breisgau Hbf, over Gottenheim